# Saus
Een saus is een eetbare en enigszins gebonden vloeibare substantie die meestal over een gerecht wordt gesprenkeld of ernaast wordt gegeten om smaak toe te voegen. Voorbeelden zijn mayonaise, gebonden vleesbouillon en ketchup.
In een professionele keuken is de Chef-Saucier verantwoordelijk voor het bereiden van sauzen, vlees, gevogelte en wild.

## Opbouw
Een saus wordt opgebouwd uit verschillende elementen:
- een basissmaak; (bijvoorbeeld ui, schaaldieren of paddenstoelen)
- vocht (water, bouillon, wijn)
- bindmiddel (of reduceren)
- eventueel vet (boter (monteren), slagroom, crème fraiche)
- eventueel verse kruiden

## Soorten
- witte sauzen
- bruine sauzen
- tomatensaus
- botersaus
- pepersaus
- oliesaus
- chaud-froidsaus
- curry
- mandarijnensaus

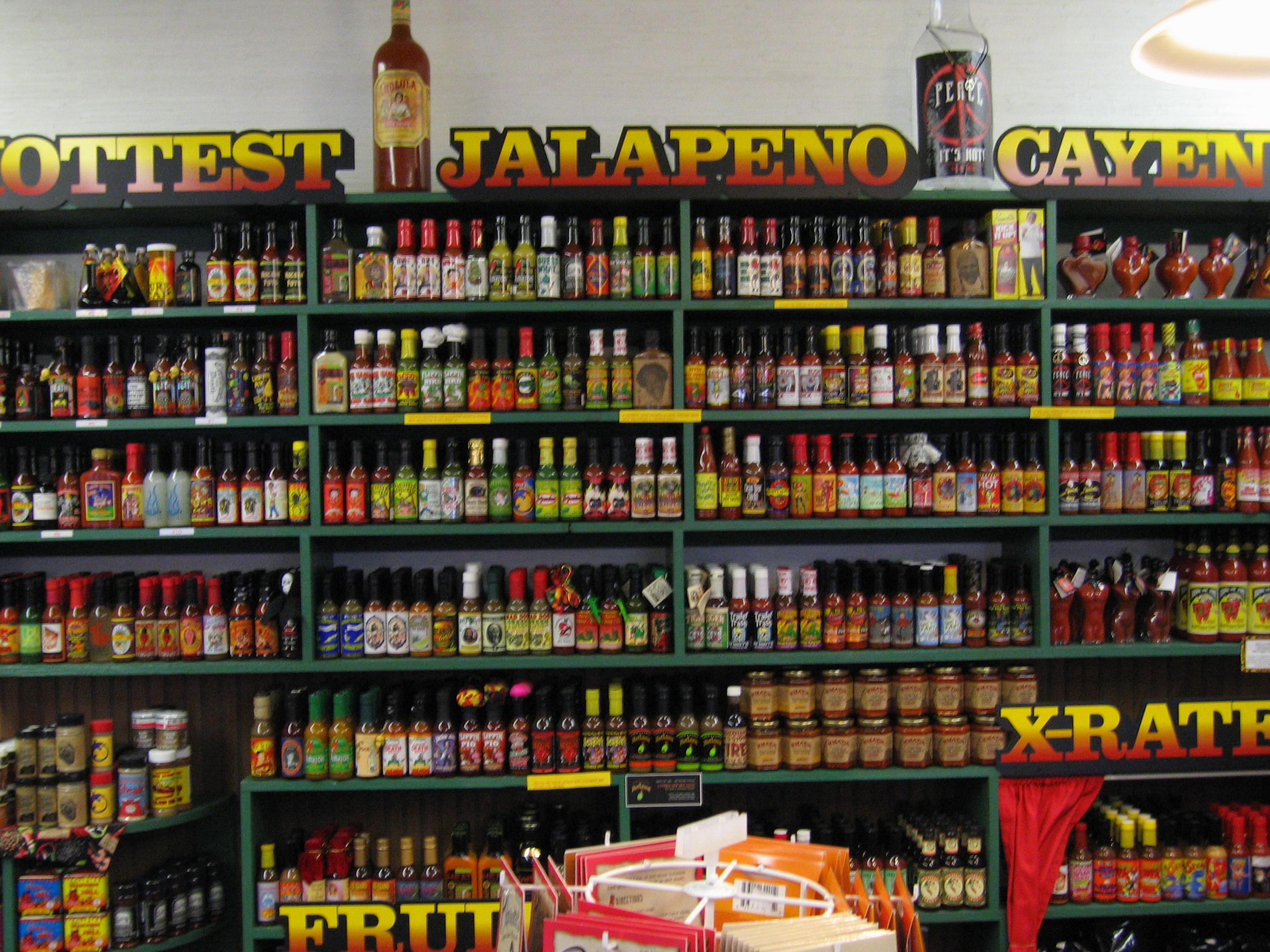
Diverse scherpe sauzen in een winkel

Basissauzen dienen als basis om vele andere samengestelde sauzen te bereiden door toevoeging van smaakgevende bestanddelen en/of garnituren.